# اکشاهاپ، اکسکی
اکشاهاپ، اکسکی (به لاتین: Akşahap, Akseki) یک منطقهٔ مسکونی در ترکیه است که در استان آنتالیا واقع شده‌است.